# Старомеловатское сельское поселение
Старомеловатское се́льское поселе́ние — муниципальное образование в Петропавловском районе Воронежской области Российской Федерации.
Административный центр — село Старая Меловая.

## География
Площадь поселения 195,85 км², из них площади населенных пунктов 12,64 км².

## История
Старомеловатский сельсовет Петропавловского района Воронежской области образован в 1918 году постановлением Воронежского губернского съезда рабоче-крестьянских и солдатских депутатов.
Статус и границы сельского поселения установлены Законом Воронежской области от 15 октября 2004 года № 63-ОЗ «Об установлении границ, наделении соответствующим статусом, определении административных центров отдельных муниципальных образований Воронежской области».

## Население
| 2010  | 2012  | 2013  | 2014  | 2015  | 2016  | 2017  |
| ----- | ----- | ----- | ----- | ----- | ----- | ----- |
| 2648  | ↘2557 | ↘2505 | ↘2424 | ↘2372 | ↘2321 | ↘2274 |
| 2018  |       |       |       |       |       |       |
| ↘2244 |       |       |       |       |       |       |

## Состав сельского поселения
| № | Населённый пункт | Тип населённого пункта       | Население |
| - | ---------------- | ---------------------------- | --------- |
| 1 | Индычий          | хутор                        | 539       |
| 2 | Старая Меловая   | село, административный центр | ↘2109     |